# Limbacher Sanddüne
Das Naturschutzgebiet Limbacher Sanddüne ist eine Binnendüne innerhalb der St. Ingberter Senke. Bedeckt ist sie durch einen Kiefernwald mit Silbergrasfluren und Sandrasen. Es befindet sich auf der Gemarkung von Limbach der Gemeinde Kirkel. Im Süden grenzt es an die Bundesautobahn 8 und im Norden an das Gewerbegebiet An der Autobahn an.
Der primäre Schutzzweck des Naturschutzgebietes ist die Erhaltung, Wiederherstellung und Entwicklung des Erhaltungszustandes der trockenen Sandheiden mit Besenheiden und Ginstern und Dünen mit Silbergras und Straußgräsern. Des Weiteren ist auch die Förderung der Sandkiefernwälder sowie anderer Vegetationen mit teilweise seltenen Arten wie dem Frühlings-Spark und des Zwerg-Filzkrauts Schutzzweck des Gebiets.

## Bildergalerie

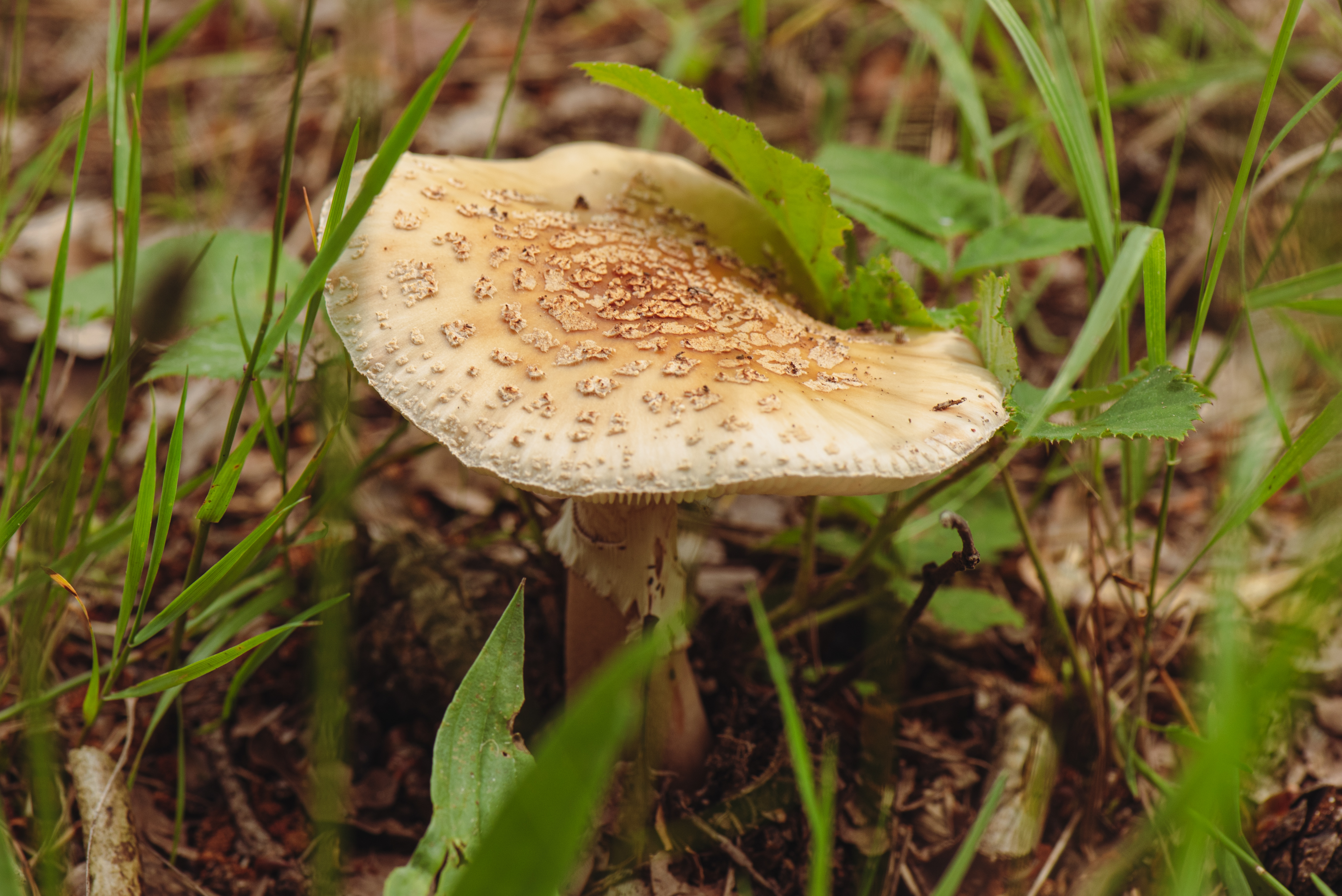
Ein Perlpilz im Kiefernwald
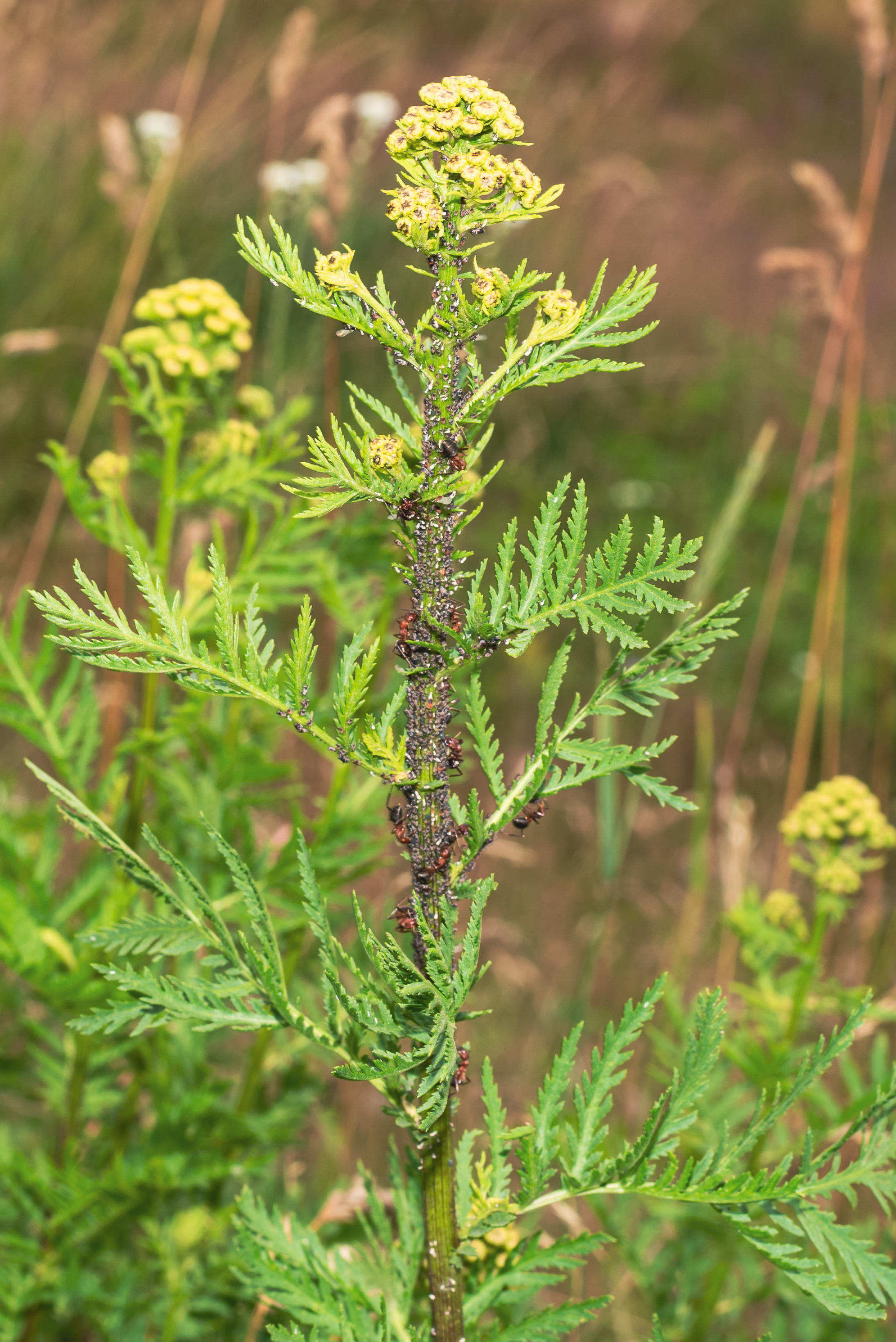
Strunkameisen beim Sammeln von Honigtau von Bunte Stängelläusen auf einem Rainfarn
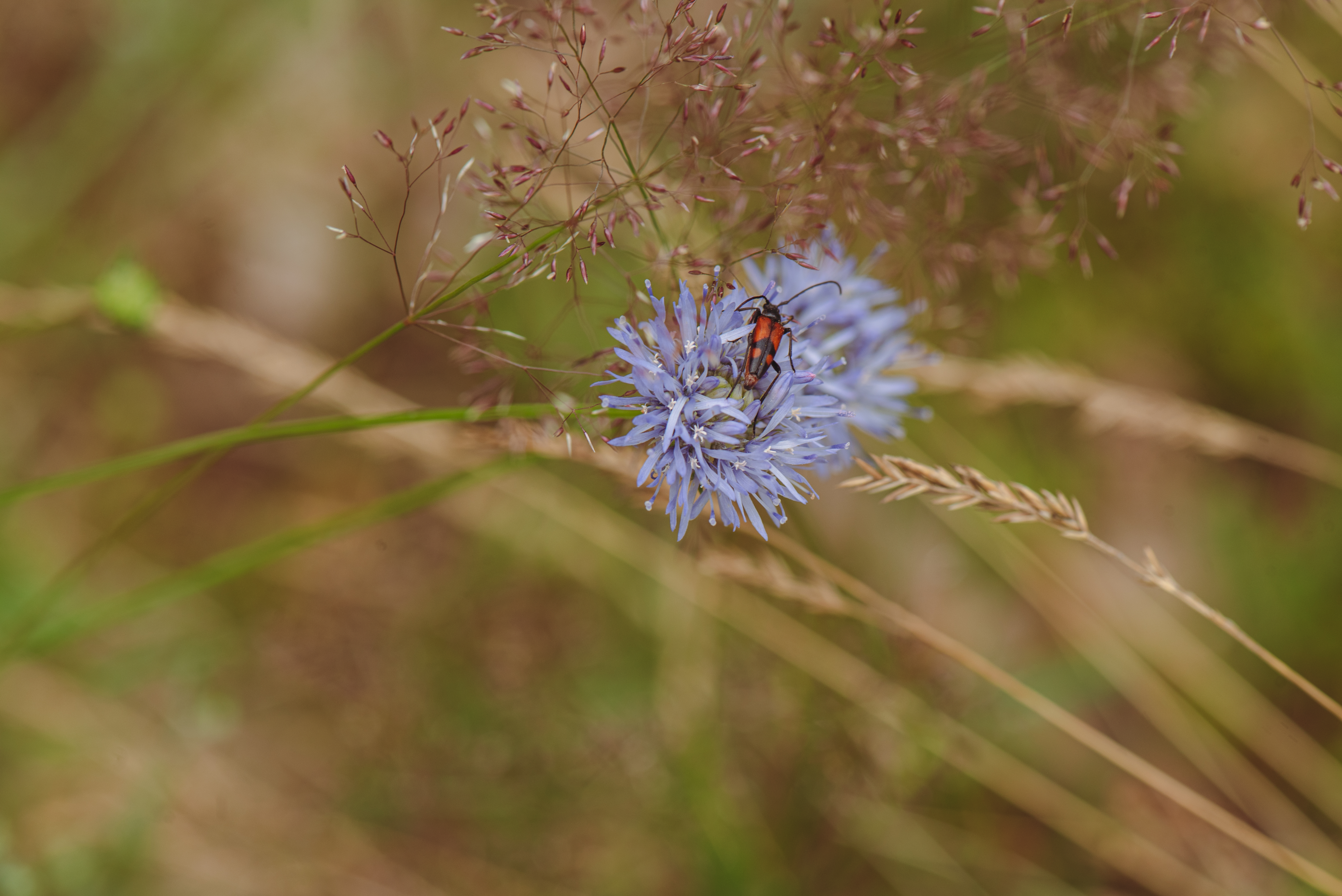
Zweibindiger Schmalbock auf einem Berg-Sandglöckchen
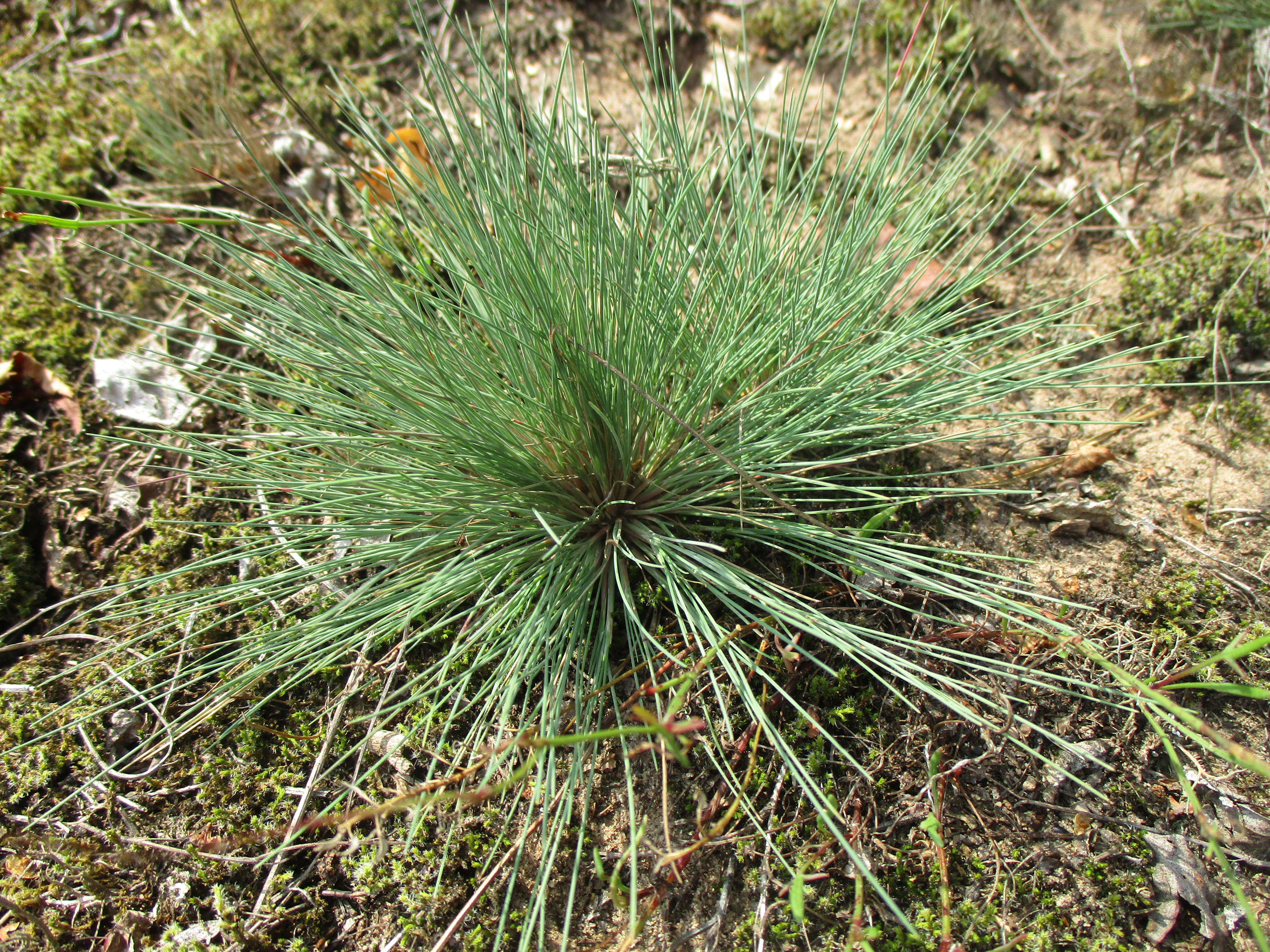
Das seltene Silbergras auf einer offenen Sandfläche
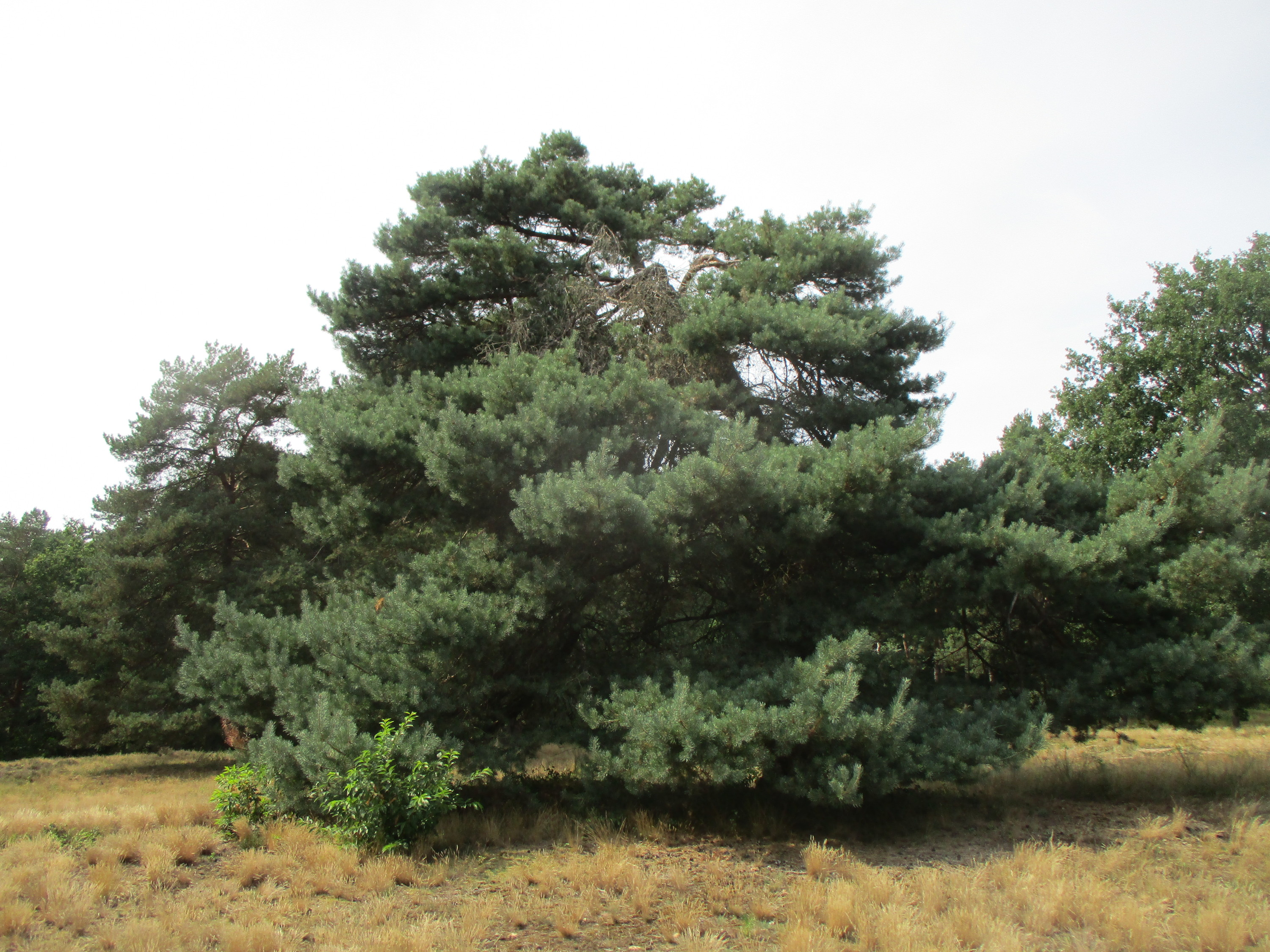
Freistehende Waldkiefer
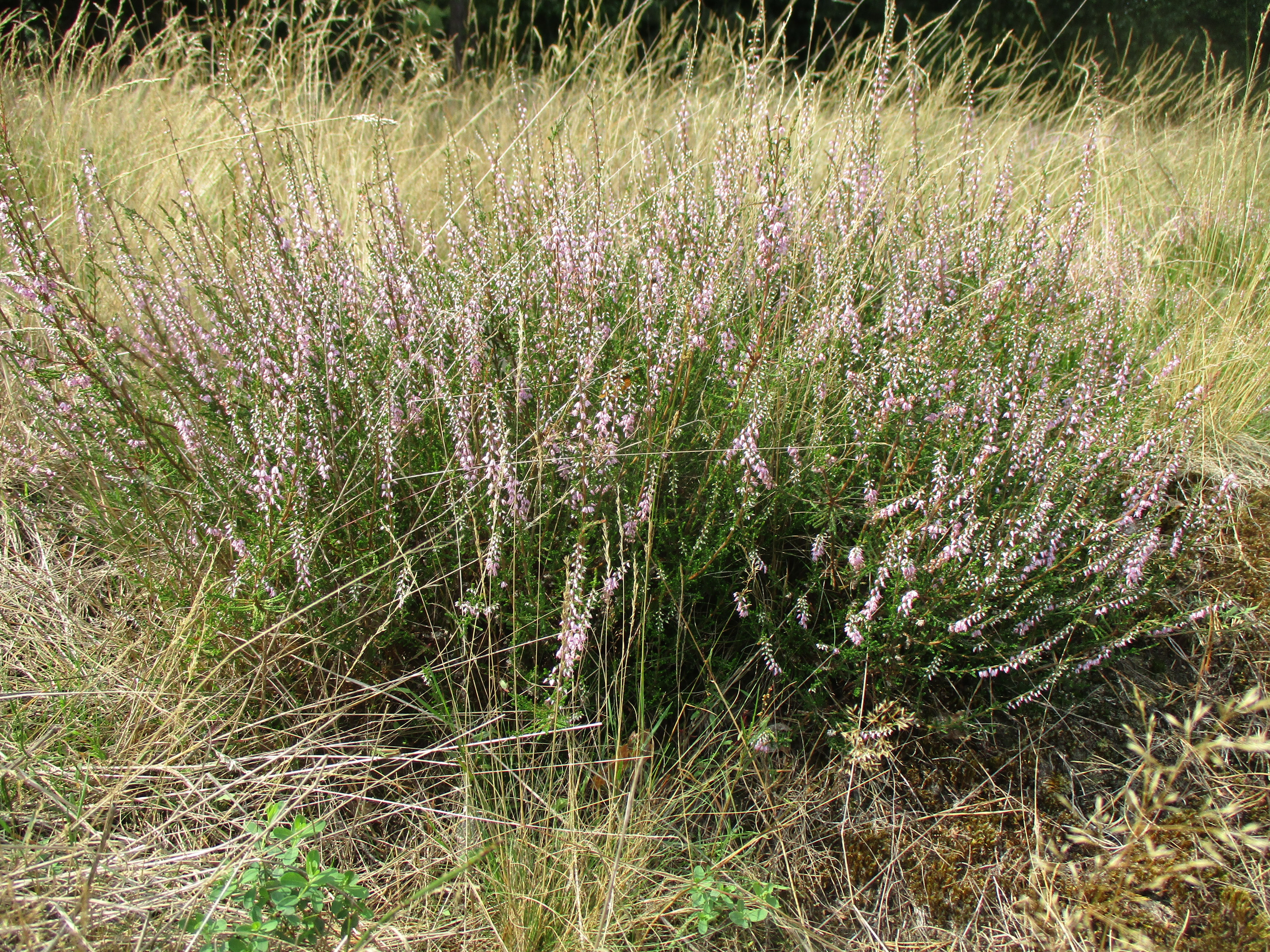
Besenheide